# Gornje Brezno
Gornje Brezno is een plaats in de gemeente Hum na Sutli in de Kroatische provincie Krapina-Zagorje. De plaats telt 331 inwoners (2001).